# Gelatinodiscaceae
Gelatinodiscaceae is een grote familie van de Leotiomycetes, behorend tot de orde van Helotiales.

## Taxonomie
De familie bevat negen geslachten:
- Ascocoryne
- Ascotremella
- Chloroscypha
- Dimorphospora
- Gelatinodiscus
- Helicodendron
- Neobulgaria
- Phaeangellina
- Skyathea